# Herdemerten-Grönland-Expedition

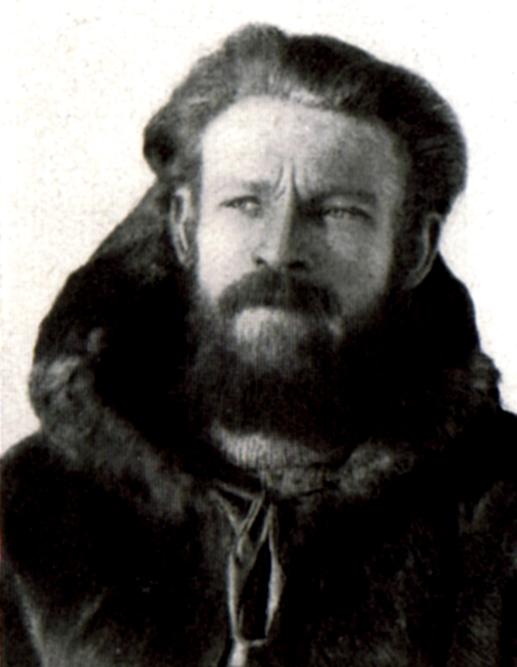
Kurt Herdemerten während der Grönlandexpedition 1938.

Die Herdemerten-Grönland-Expedition war 1938 eine deutsche Expedition zur Erforschung der grönländischen Flora und Fauna. 
Vordringliches Ziel der von der Braunschweiger Hermann-Göring-Stiftung finanzierten Expedition war die Untersuchung der Lebensbedingungen des in Grönland heimischen weißen Ger- oder Polarfalken. Auf Betreiben des stiftungsnahen Reichsjägerhofes in Riddagshausen bei Braunschweig sollten, wenn möglich, einige Exemplare eingefangen und nach Deutschland verbracht werden, um sie an das mitteleuropäische Klima zu gewöhnen und hier anzusiedeln.
Leiter der Expedition war der deutsche Polarforscher und Bergingenieur Kurt Herdemerten (1900–1951), der bereits 1930/31 an der deutschen Grönlandexpedition von Alfred Wegener teilgenommen hatte. Hans-Robert Knoespel begleitete die Herdemerten-Expedition als Falkner. Ein Arzt namens K. Magerstedt fungierte als Expeditionsarzt, der auch Untersuchungen an den Grönländern vornahm. Er entnahm den Einheimischen Serien von Blutproben.

## Expeditionsverlauf

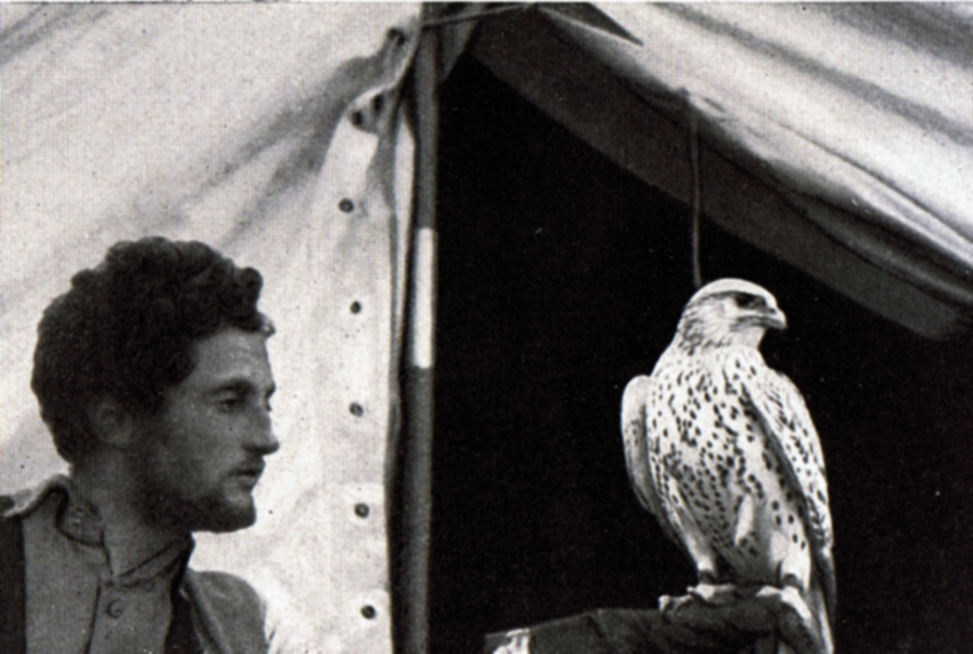
Hans-Robert Knoespel mit Polarfalken in Grönland 1938

Die Expeditionsteilnehmer der ersten deutschen Grönlandexpedition nach dem Tod Wegeners schifften sich am 20. Mai 1938 im Hafen von Kopenhagen an Bord der 1923 vom Stapel gelassenen Gertrud Rask ein. Am 15. Juni erreichte die Expedition Egedesminde an der grönländischen Westküste. Hier wurde der Basisstützpunkt errichtet. Das Operationsgebiet war die Westküste der Insel zwischen dem 68. und dem 71. Breitengrad. Für die Untersuchungen wurde der Expedition von dem dänischen Handelsinspektor Axel Malmquist (1900–1980) ein motorisiertes Walrossfängerboot, die Ane-Marie, zur Verfügung gestellt. Die Expedition richtete Stationen auf der Disko-Insel (Station I), der Drygalski-Halbinsel (Station II) und der Südküste von Storøen (heute Salliaruseq) im Uummannaq-Distrikt (Station III) ein. Die zeitgleich in dem Gebiet operierende britische Oxford University Greenland Expedition 1938 des Oxford University Exploration Clubs,  an der auch der deutsche Geophysiker Erich Etienne teilnahm, erwähnt Herdemerten in seinem Expeditionsbericht mit keinem Wort.
Zur Erinnerung an Rasmus Villumsen (1909–1930), den  grönländischen Begleiter Alfred Wegeners, der 1930 gemeinsam mit diesem den Tod gefunden hatte, brachte Herdemerten am Schulhaus von Villumsens Geburtsort Uvkusigssat eine Gedenktafel an.
Am 9. Oktober 1938 verließ die Herdemerten-Expedition Grönland mit der Hans Egede.

### Ornithologische Ergebnisse
Im Laufe der Expedition gelang es, sechs Gerfalken lebend einzufangen. Fünf dieser Vögel, darunter vier Jungtiere aus einem Nest bei Qeqertarsuaq (Godhavn) auf der Disko-Insel und ein adultes Exemplar aus dem Gebiet bei Uummannaq, konnten zur weiteren Arbeit nach Deutschland überführt werden. Nach einem kurzen Aufenthalt im  Reichsjägerhof in Riddagshausen gelangten die Falken auf die eigens eingerichtete Forschungsstation Goldhöhe im Riesengebirge. Dieser Schritt wurde notwendig, nachdem sich der Gesundheitszustand der Vögel aufgrund der klimatischen Bedingungen im Harz verschlechtert hatte. Das Hochgebirgsklima im Riesengebirge ähnelt den grönländischen Umweltbedingungen.
Zudem konnten während der Expedition zahlreiche Beringungen von Wildvögeln, vornehmlich Dreizehenmöwen, vorgenommen werden.
Des Weiteren konnten Herdemerten und Knoespel in Westgrönland zahlreiche Bälger einheimischer Vogelarten sammeln. 45 dieser Bälger sind heute zusammen mit den handschriftlichen Aufzeichnungen Knoespels in der Sammlung der Zoologischen Abteilung des Prager Nationalmuseums.

### Geologische Ergebnisse
Zu den Ergebnissen der Expedition zählen, neben Wetterbeobachtungen, auch Herdemertens geologische Untersuchungen der präkambrischen Agpatformation Westgrönlands, sowie die Fortführung von Alfred Wegeners Gletschervermessungen und Eisdickenmessungen.

## Forschungsstation Goldhöhe

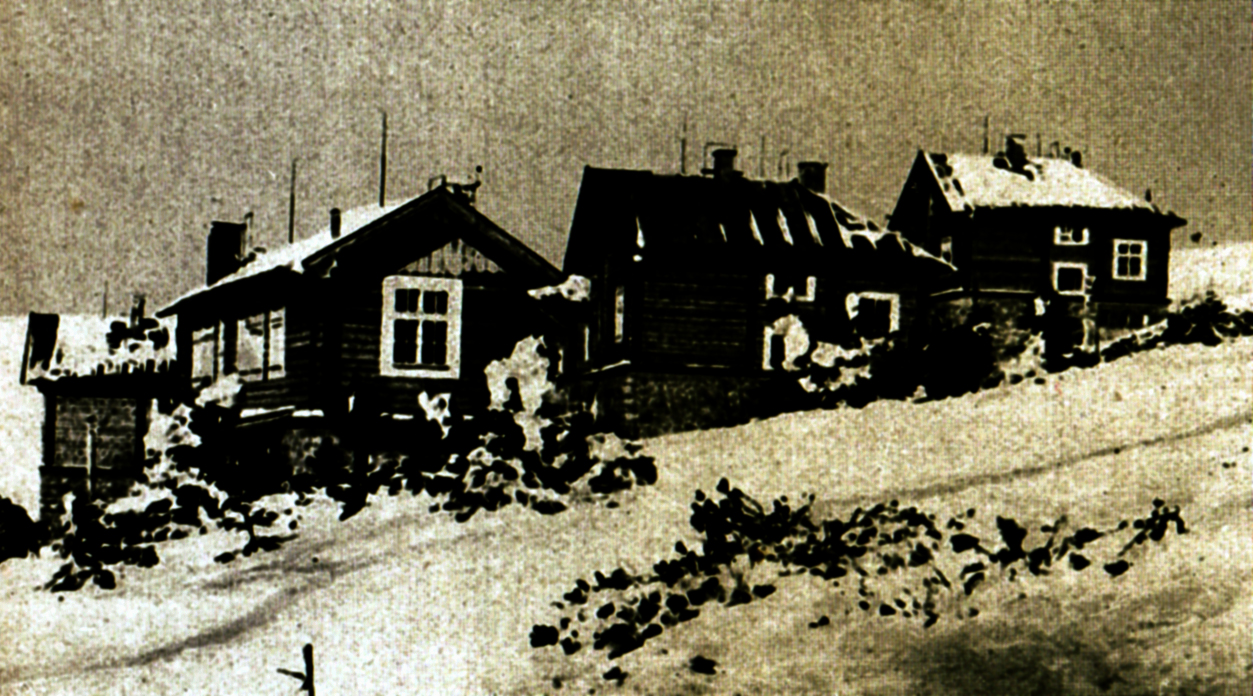
Forschungsstation Goldhöhe

Aufgrund der 1937 erlangten Erfahrung durch einen misslungenen Ansiedlungsversuch einer Gerfalkengruppe im Reichsjägerhof im Harzvorland, sollten die bei der Herdemerten-Expedition eingefangenen Wildfalken gleich in ein Hochgebirgsklima verbracht werden. Nach Rückkehr der Expedition errichtete Herdemerten, wiederum finanziert durch die Hermann-Göring-Stiftung, im Riesengebirge auf etwa 1400 Meter Höhe die polare Versuchsstation „Goldhöhe“ auf der Gemarkung Vítkovice v Krkonoších, die der Akklimatisierung und Erforschung des Gerfalken diente. Auch sollten hier die Ergebnisse der Expedition ausgewertet werden. Herdemerten konnte dabei auf eine Gebäudeinfrastruktur zurückgreifen, welche vor 1938 von der tschechoslowakischen Armee zur Grenzsicherung errichtet worden war. Nach der Eingliederung des Sudetenlandes in das Deutsche Reich hatten die Gebäude leer gestanden. Dem Personal der Forschungsstation gehörte auch Knoespel an. In Kooperation mit der Reichsstelle für Naturschutz und der Universität Breslau sollte darüber hinaus hier Forschungsarbeit über biologische Fragestellungen der Arktis betrieben werden. Im Zweiten Weltkrieg veränderte sich der Aufgabenbereich der Station. Auf Anregung Knoespels ließ Admiral Fritz Conrad die Station im Winter 1942/43 zu einem Arktistrainingslager ausbauen, dessen erster Leiter Knoespel wurde.